# Telsche Jeschiwa

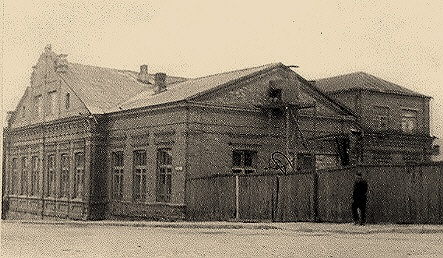
Gebäude der Jeschiwa in Telschen

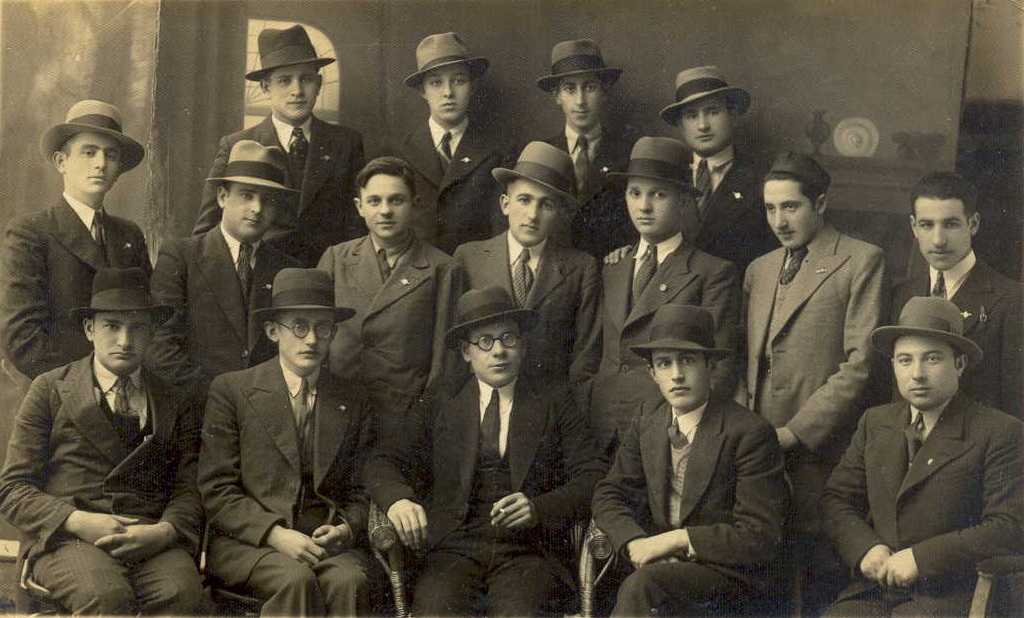
Studenten der Jeschiwa von Telschen im Jahre 1936 während des Purim Festes

Die Telsche Jeschiwa (englisch Telshe yeshiva, Rabbinical College of Telshe, Telz Yeshiva, jiddisch טעלזער ישיבֿה) war eine der berühmtesten Jeschiwot (jüdische Hochschulen) in Osteuropa, die im Jahre 1875 in Telschen (Litauen) gegründet wurde und bis ins Jahr 1940 existierte. Im Jahre 1941 wurde die gleichnamige Jeschiwa in den USA in Wickliffe (Ohio) eröffnet und ist bis heute eine der bekanntesten Institutionen der Lehre des charedischen Judentums, wo die Tora studiert wird.

## Geschichte
Das Rabbinerseminar wurde im Jahre 1875 oder im Jahre 1880 (das Datum wird in den Quellen unterschiedlich angegeben) von Zvi Yaʿakov Oppenheim, Meʾir Atlas, Shlomo Zalman Abel und einem deutschen Juden, dem Berliner Ovadyah Laumann, der einen finanziellen Beitrag leistete, gegründet. Die Schuleinrichtung erlebte ihre Blütezeit, als in den Jahren 1884–1885 der Rabbiner Elizier Gordon ihr Leiter wurde. Gordon leitete die Jeschiwa und war der älteste Rabbiner von Telschen bis zu seinem Tod im Jahre 1910. Das durch Rabbiner Elizier Gordon und Shimon Shkop erarbeitete Bildungskonzept der Einrichtung „auf sogenannter Telschen-Art“ wurde zum Grundkonzept von mehreren Jeschiwas mit ultra-orthodoxem Profil in den USA. In der Jeschiwa von Telschen unterrichtete auch Simcha Ziese Ziv.
Diese Einrichtung wurde wegen ihres hohen Unterrichtsniveaus und dank der bekannten unterrichtenden Rabbiner in der ganzen Welt berühmt. Um Tora und Talmud zu studieren, kamen Studenten aus Nordamerika, aus Südafrika und aus verschiedenen europäischen Ländern nach Telschen: so Ezriel Carlebach, der seine Zeit am Seminar in einer Erzählreihe verewigte. Im Jahre 1919 lernten in der Jeschiwa 162 Studenten, bis 1936 wurden es 440.
Einer der berühmtesten Leiter der Jeschiwa war der Rabbiner Yosef Leib Bloch, er leitete die Jeschiwa vom Jahre 1910 bis zu seinem Tod im Jahre 1930. Ein weiterer bekannter Rabbiner war Chaim Rabinowitz, er leitete die Jeschiwa nur ein Jahr lang bis zu seinem Tode im Jahre 1931. Nach seinem Tod übernahm sein Sohn Azriel Rabinowitz die Leitung, der sie bis zur Schließung der Jeschiwa im Jahre 1940 leitete.
In den Jahren 1927 und 1933 wurde die Jeschiwa erneuert, neue Gebäude wurden gebaut (administrative und Wohnräume für die Schule). Im Jahre 1940 besuchten 500 Hörer die Jeschiwa. Die Jeschiwa von Telschen betreute kleine Schulen in ganz Litauen. Ein Teil der Studenten wurde durch Gemeindemitglieder mit Wohnraum und Essen versorgt. Der andere Teil der Studenten hatte Wohnräume bei lokalen Juden gemietet.
Die Jeschiwa existierte bis zum Jahre 1940. Als Litauen durch die Sowjetunion okkupiert worden war, wurde die Jeschiwa liquidiert und ihre Räumlichkeiten wurden nationalisiert. Die Studenten der Jeschiwa verbreiteten sich über Litauen und die ganze Welt. In der Stadt verblieben nur ca. 100 Studenten, die weiterhin privat in kleinen Gruppen lernten. Bis die Nationalsozialisten Litauen okkupierten, schaffte es ein Teil der Jeschiwa-Studenten, in die USA zu emigrieren, ein Teil der Studierenden, unter Leitung von Chaim Stein, verließ Litauen im Oktober 1940 und fuhr mit einem Zug Richtung Japan, dessen Visum sie dank Chiune Sugihara erhalten hatten. Von Japan reisten die Studenten nach Australien und von dort Anfang 1941 in die USA.
Vor Beginn des Zweiten Weltkrieges reisten zwei Jeschiwalehrer, Eliah Meʾir Bloch und Chaim Mordechai Katz, in die USA, um Spenden für die Jeschiwa zu sammeln, in dieser Zeit erreichte sie die Nachricht vom Ausbruch des Krieges. Als die Jeschiwa in Telschen liquidiert wurde, gründeten sie in den USA am 10. November 1941 in der Nähe von Cleveland (Ohio) eine neue Jeschiwa unter dem gleichen Namen. Bis heute wird dort das in Telschen erarbeitete Bildungskonzept angewendet. Im Jahre 1960 eröffnete Chaim Mordechai Katz eine Filiale in Chicago, ebenfalls unter dem Namen Telsche Jeschiwa.

## Liste bekannter ehemaliger Studenten
- Joselis Kaganeumanas
- Elchononas Vasermanas
- Tzvi Pesachas Frankas
- Ezekielis Abramskis
- Ezriel Carlebach
- Naftoli Carlebach
- Nachum Zev Dessler
- Chaim Dov Keller
- Zev Leff
- Moshe Leib Rabinovich
- Chaim Yitzchak Bloch Hacohen
- Mordechai Pogramansky
- Morris Ginsberg